# Anne Vétillard
Pour les articles homonymes, voir Vétillard.
Anne Vétillard, parfois surnommée « La Dame du Lac », née le 18 novembre 1963 à Suresnes et morte le 1er avril 2024 à Dourdan,,, est une autrice française, traductrice de jeu de rôle sur table et de jeu de rôle grandeur nature. C'est l'une des pionnières de ces loisirs en France.

## Biographie
Anne Vétillard fait partie de la première génération de rôlistes et d’auteurs de publications sur les jeux de rôle français,. Elle découvre en effet le tout premier jeu de rôle, Donjons et Dragons, dès l'année de sa parution en 1977, alors que le jeu n'est encore ni traduit ni commercialisé en France. Elle est connue pour avoir conçu le jeu Premières légendes : Légendes de la Table Ronde (1986), version simplifiée de Légendes, et traduit l'extension Le Réseau Divin pour la Cyberpapauté du jeu Torg. Elle a participé au magazine Casus Belli où elle était l'experte de Tolkien, et du jeu de rôle grandeur nature,. Elle a traduit de nombreux jeux en français dont Bushido, Torg, Conspiracy X et Fading Suns.
Elle a continué à travailler activement dans la conception, la traduction et la publication de jeux de rôle sur table en France jusqu'à son décès en 2024 des suites d'un cancer du pancréas. Elle a notamment participé à la conception du cadre de campagne de Fantasy Laelith dans sa version publiée chez Black Book Editions en 2021.

## Autrice
La conception du scénario La Dame Noire (1985) fait d'Anne Vétillard la première autrice de jeu de rôle francophone. Dans un contexte de mythologie nordique et avec un angle original réutilisant la symbolique du jeu d'échecs, ce scénario contient une enquête et une partie d'exploration.
L’œuvre pour laquelle Anne Vétillard est la plus connue en France et dans le monde anglo-saxon, est le jeu de rôle sur table Premières légendes : Légendes de la Table Ronde (1986) et son supplément Accessoires pour la Table Ronde. Ce jeu a bénéficié d'un suivi dans les principaux magazines de l'époque. C'est l'un des premiers jeux à avoir utilisé des épigraphes et des citations littéraires dans le texte pour donner une ambiance historique et mythologique. L'auteure invitait aussi pour la première fois à la constitution d'une communauté de joueurs autour du jeu (la Guilde des Légendes) avec une « garantie après-vente Légendes » : un service de réponse postale aux questions, une incitation au partage des créations ludiques, un annuaire de joueurs et une lettre mensuelle.
Elle a participé activement au début du jeu de rôle en France avec un engagement associatif et avec la publication de très nombreux scénarios pour une grande variété de jeux de rôle (Les Trois Mousquetaires, La Table Ronde, Jeu de rôle des Terres du Milieu, Bushido, Torg, L'Appel de Cthulhu, etc.) et dans de nombreux magazines spécialisés (Casus Belli, Le Supplément Jeux Descartes, Dragon radieux). Elle est ainsi l'une des premières personnalités féminines marquantes du milieu du jeu de rôle francophone, mais aussi l'une des toutes premières autrices de jeux de rôle dans le monde.
En tant que spécialiste de l’œuvre de J.R.R. Tolkien, de l'époque médiévale, des légendes arthuriennes et du jeu en grandeur nature, elle a écrit de nombreux articles de fond pour des magazines spécialisés mais aussi pour Cinéfilm, Dossiers secrets ou Les gens de Légendes. Outre leur style littéraire étudié, les scénarios JRTM de Anne Vétillard se distinguaient par l'exploration d'aspects de la Terre du milieu peu développés par Tolkien tout en restant ancrés dans l'œuvre originale.
Elle a aussi écrit des nouvelles pour le magazine Dragon Radieux.

## Éditrice
Anne Vétillard a été la chargée de gamme de plusieurs jeux de rôles des années 1980 et 1990 : pour Fading Suns aux éditions Multisim ; et en supervisant les traductions de toutes les collections de Chill et Les Super-Héros Marvel (1res éditions) pour les éditions Schmidt France.
Elle a publié de nombreux articles consacrés au jeu de rôle mais aussi au jeu de rôle grandeur nature, dans la revue Casus Belli tout au long des années 1980, et a été la rédactrice principale du hors-série numéro 4 de Casus Belli sur ce dernier sujet, décrivant les différentes variantes de ce loisir, de la soirée enquête au paintball. Cela vaut à Anne Vétillard la réputation d'experte du grandeur nature.

## Vie personnelle
En plus de sa passion pour le jeu de rôle — où elle a endossé le rôle de scénariste comme celui de meneuse de jeu —, le grandeur nature et la traduction, Anne Vétillard s'est adonné à la reconstitution historique, la musique, la calligraphie ainsi qu'au jeu avec figurines.

## Publications
- La Dame Noire, Nouvelles Éditions Fantastiques, 1985 ;
- Légendes de la Table Ronde (1ères Légendes), Descartes Éditeur, 1986 ;
- L'Héritage du Conte de Beaufort (scénario pour Les Trois Mousquetaires), Dragon Radieux no 6, septembre 1986 ;
- L'Héraldique : Le langage des blasons (aides de jeu), Casus Belli no 37, 1er trimestre 1987 ;
- Le Dernier Chant (scénario pour JRTM/MERP), Casus Belli no 46, juillet/août 1988 ;
- Le Blanc Messager (scénario pour JRTM/MERP), Casus Belli no 48, octobre 1988 ;
- Rencontre spirituelle (scénario pour Bushido), Casus Belli no 50, février/mars 1989 ;
- Civilisation Table Ronde pour Légendes Règles Avancées (article aides de jeu pour Légendes), L'Antre du Dragon no 11, 1990? ;
- Portrait de famille : Les Terres du Milieu (article sur JRTM/MERP), Casus Belli no 55, janvier/février 1990 ;
- La Caverne de cristal (scénario pour JRTM/MERP), Casus Belli no 58, juillet/août 1990 ;
- Un, deux, trois, allons dans les bois… (scénario pour Torg), Casus Belli no 59 septembre/octobre 1990 ;
- « France Research and Information » pour The GodNet, une extension pour la Cyberpapauté de Torg, West End Games (WEG), 1991 ;
- Le Marché aux puces (scénario pour Torg), Casus Belli no 64, juillet/août 1991 ;
- Seigneur de la jungle ! (scénario pour Torg), Casus Belli no 67, janvier/frévrier 1992 ;
- Casus Belli no 4HS : « Le Jeu de rôle Grandeur Nature » (sous la direction de Anne Vétillard), avril 1992 ;
- Le Prix des larmes (scénario pour JRTM/MERP), Casus Belli no 72, novembre/décembre 1992 ;
- La Chasseresse (scénario pour JRTM/MERP), Casus Belli HS no 8, juin 1993 ;
- Le Double Siège (scénario pour JRTM/MERP), Casus Belli no 76, juillet/août 1993 ;
- Le Maître chanteur (scénario pour JRTM/MERP), Casus Belli no 110, novembre 1997 ;
- Trahisons (scénario pour JRTM/MERP), Casus Belli no 115, août/septembre 1998 ;
- « Les Baronnies Rouges », in Atlas de Guildes, Volume Second, Multisim Éditions, 1999  (ISBN 2-909934-66-7) ;
- Qui terre a, guerre a… (scénario pour JRTM/MERP), Casus Belli no 24HS, mars 1999.